# Entrada para Raros
Entrada para Raros, também conhecido como "O Teatro Mágico: Entrada para Raros" é o álbum de estreia da banda O Teatro Mágico. Gravado em 2003, foi inspirado no best seller "O Lobo da Estepe" do escritor alemão Hermann Hesse. O álbum tem 19 músicas.

## Faixas
| N.º            | Título                                            | Duração  |  |
| 1.             | "Sintaxe à Vontade"                               | 0:24     |  |
| 2.             | "A Pedra Mais Alta" (Part. Especial Ivan Parente) | 3:51     |  |
| 3.             | "Ecoando Notas"                                   | 0:33     |  |
| 4.             | "Pratododia"                                      | 4:35     |  |
| 5.             | "Mais e Menos"                                    | 0:31     |  |
| 6.             | "22-11"                                           | 4:00     |  |
| 7.             | "Separô"                                          | 4:14     |  |
| 8.             | "Ana e o Mar"                                     | 6:04     |  |
| 9.             | "O Carinho de Mãe"                                | 0:39     |  |
| 10.            | "De Ontem em Diante"                              | 1:34     |  |
| 11.            | "Realejo" (Part. Especial Nô Stopa)               | 5:24     |  |
| 12.            | "O Anjo Mais Velho"                               | 5:41     |  |
| 13.            | "Sua Pressa e Sua Prece"                          | 0:59     |  |
| 14.            | "Camarada D'Água"                                 | 5:10     |  |
| 15.            | "Zaluzejo"                                        | 7:15     |  |
| 16.            | "Uma Parte Que Não Tinha"                         | 5:17     |  |
| 17.            | "A Fé Solúvel"                                    | 6:13     |  |
| 18.            | ""O Tudo é uma Coisa Só""                         | 7:38     |  |
| 19.            | "Amém"                                            | 1:14     |  |
| Duração total: | Duração total:                                    | 01:11:31 |  |

## Créditos Musicais
- Fernando Anitelli - Composição, Vocais; violão; guitarra; Spoken word em "Sintaxe à Vontade"
- Rafael dos Santos - baterias
- Miguel Assis - baterias
- Kleber Saraiva - teclados
- Fernando Rosa - contrabaixo
- Willians Marques - percussão
- Luiz Galdino - violino e bandolim
- DJ HP - pick-ups e sonoplastia
- Silvio Depieri - sax e flauta